# J. M. Coetzee
John Maxwell Coetzee (Ciudad del Cabo, 9 de febrero de 1940) es un escritor y novelista sudafricano nacionalizado australiano en 2006; reside desde 2002 en la ciudad de Adelaida. Se le otorgó el Premio Nobel de Literatura en 2003 por «la brillantez a la hora de analizar la sociedad sudafricana», según el acta de la Academia Sueca.

## Biografía
Pasó su infancia y su primera etapa formativa entre Ciudad del Cabo y Worcester, además de en la provincia de El Cabo de Buena Esperanza. Se licenció en matemáticas e inglés en la Universidad de Ciudad del Cabo. 
A comienzos de los años 1960 se desplazó a Londres (Inglaterra), donde trabajó durante algún tiempo como programador informático. Dejó constancia de esta etapa de su vida en su novela Juventud (2002). En 1969 se doctoró en lingüística computacional en la Universidad de Texas en Austin (EE. UU.). La tesis consistió en un análisis computarizado de la obra de Samuel Beckett. Impartió clases de Lengua y Literatura Inglesas en la Universidad Estatal de Nueva York en Búfalo (EE. UU.) hasta 1983. 
En 1984 volvió a Sudáfrica a ocupar una cátedra en Letras Inglesas en su alma máter, donde ejerció la docencia hasta el año 2002 con una breve interrupción en 1989 para trabajar como profesor visitante de la Universidad Johns Hopkins. 
Desde 2002 vive en Adelaida, ciudad australiana donde es investigador en el Departamento de Inglés de la universidad homónima. Coincidiendo con la Semana Literaria de Adelaida en marzo de 2006, Coetzee recibió la nacionalidad australiana, sin que ello, según él, lo aleje de Sudáfrica, su lugar de nacimiento y donde transcurre gran parte de su obra.
Gran parte de sus escritos, marcados por un estilo simbólico y metafórico, cuestionan el régimen del apartheid y cualquier tipo de racismo, y exploran sus negativas consecuencias en el hombre y en la sociedad. Además de novelas, cuentos y ensayos, ha publicado numerosas críticas literarias y diversas traducciones. La misma Academia Sueca destacó que "su obra está fuertemente marcada por la época del apartheid lo que, lejos de darle carácter local, la convierte en universal".
Galardonado con los más importantes premios, incluido el Nobel, fue el primer escritor distinguido en dos ocasiones con el Booker, considerado el más prestigioso de la literatura en lengua inglesa, por sus obras Vida y época de Michael K (1983), la historia de un superviviente de la guerra civil sudafricana, y Desgracia (1999), que trata acerca de un profesor de literatura marginado del mundo por acoso sexual.
Algunas de sus posibles influencias son Miguel de Cervantes, Daniel Defoe, Fyodor Dostoevsky, Ford Madox Ford, Franz Kafka, Luigi Pirandello, Samuel Beckett.
Al menos tres obras suyas han sido adaptadas al cine: Dust, dirigida por Marion Hänsel en 1985, está basada en la novela En medio de ninguna parte, Disgrace (2008) dirigida por Steve Jacobs se basa en el libro homónimo y “Waiting for the barbarians” (2019) dirigida por el colombiano Ciro Guerra.

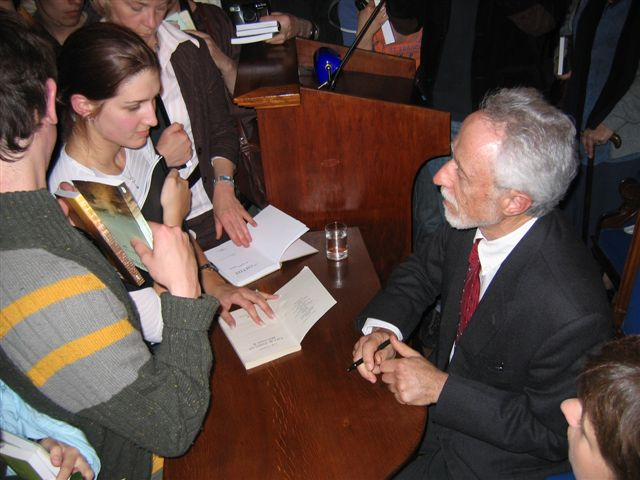
John Maxwell Coetzee, en Cracovia (Polonia), 9 de junio de 2006.

## Obras

### Novela
- 1974 - Tierras de Poniente — Dusklands. Traductor: Javier Calvo; Mondadori, ISBN 978-84-397-2171-0, 2009.
- 1977 - En Medio de Ninguna Parte — In the Heart of the Country. Traductor: Miguel Martínez-Lage; Mondadori, ISBN 84-397-0988-9, 2003.
- 1980 - Esperando a los Bárbaros — Waiting for the Barbarians. Traductores: Concha Manela y Luis Martínez Victorio, Alfaguara, ISBN 84-204-2547-8, 1989.
- 1983 -  Vida y Época de Michael K — Life & Times of Michael K. Traductora: Concha Manella, Alfaguara, ISBN 84-204-2455-2, 1987.
- 1986 - Foe — Foe. Traductor: Alejandro García Reyes, Alfaguara, ISBN 84-204-2496-X, 1988.
- 1990 - La Edad de Hierro — Age of Iron. Traductor: Javier Calvo, Mondadori, ISBN 84-397-0954-4, 2002.
- 1994 - El Maestro de Petersburgo — The Master of Petersburg. Traductor: Miguel Martínez-Lage, Anaya & Mario Muchnik, ISBN 84-7979-338-4, 1996.
- 1999 - Desgracia — Disgrace. Traductor: Miguel Martínez-Lage, Mondadori, ISBN 84-397-0607-3, 2000.
- 2003 - Elizabeth Costello — Elizabeth Costello. Traductor: Javier Calvo, Mondadori, ISBN 84-397-1024-0, 2004.
- 2005 - Hombre Lento — Slow Man. Traductor: Javier Calvo, Mondadori ISBN 84-397-1393-2, 2005.
- 2007 - Diario de un Mal Año — Diary of a Bad Year. Traductor: Jordi Fibla, Mondadori, ISBN 978-84-397-2092-8, 2007.
- 2013 - La Infancia de Jesús — The Childhood of Jesus. Traductor: Miguel Temprano García, Mondadori, ISBN 978-84-397-2727-9, 2013.
- 2016 - Los Días de Jesús en la Escuela — The Schooldays of Jesus. Traductor: Javier Calvo, Random House Mondadori, 2017.[7]
- 2019 - La Muerte de Jesús — The Death of Jesús. Traductora: Elena Marengo. Literatura Random House, 2019
- 2022 - El Polaco — The Pole. Traductora: Mariana Dipómulos. El Hilo de Ariadna, 2022.

### Novelas autobiográficas
- 1997 - Boyhood: Scenes from Provincial Life — Infancia: Escena de una vida de provincias. Traductor: Juan Bonilla. Mondadori ISBN 84-397-0543-3, 1999.

- 2002 - Youth: Scenes from Provincial Life II — Juventud; Traductora: Cruz Rodríguez Juiz,  Mondadori ISBN 84-397-0956-0, 2002.
- 2009 - Summertime — Verano. Traductor: Jordi Fibla, Mondadori ISBN 978-84-397-2239-7, 2010.

### Cuento
- 2014 - Three Stories — Tres cuentos, traducción e introducción de Marcelo Cohen, El Hilo de Ariadna, 2016. Contiene «Una casa en España» (2000), «Nietverloren» (2002) y «Él y su hombre» (2003).
- 2018 - Moral tales — Siete cuentos morales. Traductora: Elena Marengo, Random House Mondadori, ISBN 978-84-397-3466-6.

### Ensayo, crítica y correspondencia
- 1984 - Truth in Autobiography
- 1988 - White Writing: On the Culture of Letters in South Africa. Traducción de algunos de estos ensayos por Carmen Francí en Paisaje sudafricano, Ed. Días Contados, Barcelona, 2013.
- 1992 - Doubling the Point: Essays and Interviews.
- 1996 - Giving Offense: Essays on Censorship — Contra la censura. Ensayos sobre la pasión por silenciar. Traductor: Pedro Tena, Debate ISBN 978-84-8306-713-0, 2008.
- 1999 - The Lives of Animals — Las vidas de los animales. Integrado en Elizabeth Costello.
- 2001 - Stranger Shores: Literary Essays, 1986-1999 — Costas extrañas. Ensayos, 1986-1999. Traductor: Pedro Tena. Debate ISBN 84-8306-593-2, 2004.
- 2007 - Inner Workings: Literary Essays, 2000-2005 — Mecanismos internos. Ensayos, 2000-2005. Traductor: Eduardo Hojman, Mondadori ISBN 978-84-397-2158-1, 2009.
- 2008 - He and His Man — Él y su hombre, discurso de aceptación del Premio Nobel de Literatura. Traductor: Juan Gabriel López Guix, Alpha Decay, Barcelona, 2008.
- 2013 - Here and Now: Letters 2008-2011 — Aquí y ahora. Cartas 2008-2011. Traductores: Benito Gómez y Javier Calvo, Anagrama & Mondadori. Correspondencia con Paul Auster.
- 2015 - The Good Story: Exchanges on Truth, Fiction and Psychotherapy — El buen relato. Traductor: Javier Calvo. Random House, 2015. Coautoría de Arabella Kurtz.
- Selección de ensayos en castellano: Las manos de los maestros. Traducciones de Pedro Tena, Eduardo Hojman, Javier Calvo, Ricard Martínez i Muntada. Ed. Literatura Random House, 2016.

### Traducciones e introducciones (en inglés)
- A Posthumous Confession por Marcellus Emants (Boston: Twayne, 1976 & London: Quartet, 1986).
- The Expedition to the Baobab Tree por Wilma Stockenström (Johannesburg: Jonathan Ball, 1983 & London: Faber, 1984).
- Landscape with Rowers: Poetry from the Netherlands  (Princeton, NJ: Princeton University Press, 2004).
- Introduction to Robinson Crusoe por Daniel Defoe (Oxford World's Classics).
- Introduction to Brighton Rock, por Graham Greene (Penguin Classics).
- Introduction to Dangling Man, por Saul Bellow (Penguin Classics).
- Introduction to The Vivisector, por Patrick White (Penguin, 1999).
- Introduction to The Confusions of Young Törless por Robert Musil (Penguin Classics, 2001).
- Introduction to Samuel Beckett: The Grove Centenary Edition vol. IV, por Samuel Beckett, editado por Paul Auster (Nueva York: Grove Press, 2006).

## Premios y reconocimientos
- 1983 - Premio Booker por Life & Times of Michael K (Vida y época de Michael K)
- 1987 - Premio Jerusalén
- 1999 - Premio Booker por  Disgrace (Desgracia)
- 2003 - Premio Nobel de Literatura
- 2013-  Doctorado honoris causa de la Universidad Central (Colombia)
- 2014 - Doctorado honoris causa de la Universidad Nacional de General San Martín[8]
- 2015 - Doctorado honoris causa del Sistema Universitario Jesuita[9]
- El asteroide (216591) Coetzee fue nombrado así en su honor.[10]

| Predecesor: Imre Kertész | Premio Nobel de Literatura 2003 | Sucesor: Elfriede Jelinek |

## Opiniones

### Sobre Sudáfrica
Según Fred Pfeil, Coetzee, André Brink y Breyten Breytenbach estuvieron en "la vanguardia del movimiento antiapartheid dentro de la literatura y las letras afrikáner". Al aceptar el Premio Jerusalén en 1987, Coetzee habló de las limitaciones del arte en la sociedad sudafricana, cuyas estructuras habían dado lugar a "relaciones deformadas y atrofiadas entre los seres humanos" y a "una vida interior deformada y atrofiada". Y añadió: "La literatura sudafricana es una literatura esclavizada. Es una literatura menos que plenamente humana. Es exactamente el tipo de literatura que uno esperaría que la gente escribiera desde la cárcel", y pidió al gobierno sudafricano que abandonara su política de apartheid. El académico Isidore Diala escribió que Coetzee, Nadine Gordimer y Brink son "tres de los escritores blancos más distinguidos de Sudáfrica, todos ellos con un claro compromiso contra el apartheid".
Se ha afirmado que la novela de Coetzee Desgracia, de 1999, alegoriza la Comisión de la Verdad y la Reconciliación de Sudáfrica. Preguntado por su opinión sobre la CVR, Coetzee declaró: "En un Estado sin religión oficial, la CVR era algo anómalo: un tribunal de cierto tipo basado en gran medida en la enseñanza cristiana y en una vertiente de la enseñanza cristiana aceptada en sus corazones por sólo una pequeña proporción de la ciudadanía. Sólo el futuro dirá lo que la CVR consiguió".
Tras la ceremonia de concesión de la nacionalidad australiana, Coetzee declaró: "No he abandonado Sudáfrica, país con el que mantengo fuertes lazos afectivos, sino que he venido a Australia. Vine porque, desde mi primera visita en 1991, me sentí atraído por el espíritu libre y generoso de la gente, por la belleza de la propia tierra y -cuando vi Adelaida por primera vez- por la gracia de la ciudad que ahora tengo el honor de llamar mi hogar". "Cuando se trasladó a Australia, Coetzee adujo como motivo la actitud laxa del Gobierno sudafricano frente a la delincuencia en ese país, lo que provocó un altercado con Thabo Mbeki, quien dijo: "Sudáfrica no es sólo un lugar de violaciones", en referencia a la obra de Coetzee Desgracia. En 1999, el Congreso Nacional Africano presentó una investigación sobre el racismo en los medios de comunicación ante la Comisión Sudafricana de Derechos Humanos en la que afirmaba que Desgracia mostraba estereotipos racistas. Sin embargo, cuando Coetzee ganó el Premio Nobel, Mbeki le felicitó "en nombre de la nación sudafricana y del continente africano".